# Бужинская, Екатерина Владимировна
Екатерина Владимировна Бужинская (укр. Катерина Володимирівна Бужинська, фамилия при рождении Ящук, род. 13 августа 1979, Норильск) — украинская певица, меццо-сопрано (альт), лауреат многочисленных песенных конкурсов, включая Гран-при на Славянском базаре 1998 года, Заслуженная артистка Украины (2003), Народная артистка Украины (2015). Выпустила 8 альбомов с 1998 по 2015 год. В репертуаре есть песни на украинском, русском, английском, итальянском, испанском, иврите, болгарском языках.

## Биография

### Детство
Екатерина Владимировна Бужинская родилась 13 августа 1979 года в городе Норильск, где прожила три года, но потом семья переехала в Черновцы на родину матери. В самом начале карьеры выступала под фамилией отца Ящук, но позже взяла фамилию матери — Бужинская.
Успехи Кати Бужинской в начале творческого пути связаны с детским ансамблем «Звонкие голоса» (укр. Дзвінкі голоси) при дворце пионеров в Черновцах и учителем Марией Когос, у которой училась и другая известная эстрадная исполнительница Ани Лорак. Катя Бужинская также работает в Черновицкой филармонии. В 1994 году Екатерина становится финалисткой программы первого канала «Утренняя звезда». После окончания 9 классов черновицкой средней школы № 33 поступила в 1993 году в специализированное Черновицкое музыкальное училище имени С. Воробкевича. В 1995 году Катя Бужинская становится победительницей престижных песенных украинских песенных конкурсов «Дивограй», «Первоцвіт», «Кольорові сни», «Червона рута».

### Начало карьеры (1996—1999)
В 1996 году Екатерина Бужинская принимает участие в фестивале «Веселад» и получает первое Гран-при. В том же году по приглашению своего продюсера Юрия Квеленкова перебирается в Киев, сдав экзамены, поступает на второй курс Киевского института музыки имени Р. М. Глиэра на отделение «Эстрадного вокала». Вокал у неё преподавала Татьяна Николаевна Русова.
В 1997 году получает Гран-при в фестивалях «Молода Галичина» и «Крізь терни до зірок», и первую премию в «Пісенний вернісаж». В 1997 году успехи певицы были оценены в программе «Шлягер» — в номинации «Открытие года».
В 1998 году получает Гран-при на международном фестивале «Славянский базар-98». Она исполнила песню «Приречена» на стихи Ю. Рыбчинского и музыку Сержа Лама.
Бужинская сотрудничает с поэтом Юрием Рыбчинским и композитором Александром Злотником после победы на «Славянском базаре». Песни и музыка, которые они создали, стали хитами: «Лёд», «Романсеро», «Непокорная», а клипмейкер Наталья Шевчук делает для них видео. В 1998 году певица стала обладателем премии «Прометей-престиж» в номинации «Юный талант» в программе «Человек года». В 1998 году выходит дебютный альбом Екатерины Бужинской «Музыка, которую я люблю».
В 1999 году получает Гран-при за участие на фестивале «Мальвы» в городе в Бяла-Подляска (Польша). В этом же году выходит её второй альбом «Лед». На одноимённую песню был снят клип в том же году, в нём приняли участие украинские фигуристы Юлия Обертас и Дмитрий Паламарчук.

### 2000—2008
В 2000 г. успешно заканчивает Киевское высшее музыкальное училище и получает диплом бакалавра по специальности «артист эстрады». В 2001 году Бужинская становится первой представительницей независимой Украины (и второй после Аллы Пугачёвой — с постсоветского пространства) на фестивале в Сан-Ремо, и исполнила песню на украинском языке «Украина». При содействии лейбла НАК в том же году выходит альбом «Пламя». В 2001 году Наталья Шевчук сняла клип на песню «Романсеро» из следующего альбома. Съёмки клипа проходили в Музее этнографии Пирогово и Киеве, но антураж выбирался для соответствия испанской и цыганской культуре. Музыку, использующую испанские мотивы, и текст повествующий о страстной любви и предательстве, написал Юрий Рыбчинский.
Президент Украины награждает Бужинскую званием Заслуженной артистки Украины.
Другой клип на историческую тему для песни на слова Юрия Рыбчинского «Чингисхан» снял Баходыр Юлдашев. Идея создания художественной работы с привлечением множества актёров возникла у продюсера певицы за пару лет до съёмок, но реализовать в 2002 году её смог по своему сценарию Юлдашев на базе Ташкентской киностудии «Узбекфильм», актёры которой тоже приняли участие в массовках и постановочных боях. Узбекский актёр Джавахир Закиров сыграл хана, а Катя Бужинская его пленницу и впоследствии жену, которая в конце клипа убивает хана.
В 2003 году Бужинская выпускает альбом «Романсеро». После завершением работы над альбомом «Любимой назови» в 2006 году она уходит в декретный отпуск. В 2008 году певице была подарена звезда на алее звёзд в Черновцах.

### 2009—2013
В мае 2009 года Катя Бужинская награждена орденом святого Станислава. В октябре 2009 года Катя Бужинская получила награду «Женщина III тысячелетия».
Песня «Духмяна ніч» победила на конкурсе «Песня года».
Песня «Королева вдохновения», спетая дуэтом с популярным российским певцом Стасом Михайловым, стала хитом как на Украине, так и в России.
В 2011 году Катя Бужинская совместно с Владимиром Кузиным побеждает в финале телевизионного шоу на канале Украина «Народная звезда-4» и проводит сольный концерт «Королева вдохновения».
В 2012 году Александр Филатович сделал клип на песню «Померещилось», музыку к которой написал Виктор Чайка, а стихи Виктор Ионов — её раньше в 2007 году исполняла Ирина Аллегрова.
В мае 2013 года получает музыкальную награду «Лучший украинский дуэт года» в номинации «Гордость украинской песни» за исполнение песни «Дві зорі» в дуэте с П. Чёрным.

### 2014—2016
В июне 2014 года выходит восьмой альбом «Нежный, родной», который был назван в честь своего супруга. Одна из песен на украинском языке «Украина — это мы!» (автор слов Юрий Рыбчинский, автор музыки Николо) из этого альбома получила награду «Шлягер года».
В июле 2014 года посвятила песню украинским солдатам «Солдат Украины». Участвует в гуманитарных и благотворительных акциях для поддержки солдат. В мае 2015 г. состоялся благотворительный тур под названием «Украина — это мы» по странам Европы для сбора средств для родственников солдат погибших в зоне вооружённого конфликта на востоке Украины. Шоу-программа прошла в Болгарии, Венгрии, Австрии, Чехии, Германии, Италии, Испании, Польше и Украине. Во время тура снимался документальный фильм, посвящённый украинской диаспоре в Европе.
В 2015 году Екатерине Бужинской было присвоено звание «Співочий посол миру».

Указом Президента Украины № 670/2015 от 1 декабря 2015 года «за значительный вклад в историю и развитие украинской культуры, патриотизм, популяризацию украинской песни во всем мире, благотворительность, волонтерскую деятельность и любовь к родному краю» Бужинской присвоили звание «Народный артист Украины».
В декабре 2015 года получает награду «Шлягер года».
5 декабря 2015 года назначена на должность «Президент БО» Фонд «Возрождение Прикарпатья».
19 декабря 2015 года состоялась презентация социального международного проекта «Дети за мир во всем мире», который объединил 35 стран мира. Организатором проекта является БО «Фонд „Возрождение Прикарпатья“». В рамках проекта Екатерина Бужинская как президент фонда и «Співочий посол миру» вместе с детьми презентовали гимн проекта «Дети за мир во всем мире» на аудиенции Папы Римского в Ватикане, в Европарламенте, штаб-квартире НАТО, Парламенте Швейцарии и других евроинститутах стран, в которых был презентован международный проект. Данный проект был отмечен оргкомитетом книги рекордов в номинации «Самый масштабный международный социальный проект», в котором было задействовано более 100 тысяч детей со всего мира.
28 февраля 2016 года приняла участие в региональном конкурсе «Благодійна Україна». В рамках конкурса была награждена медалью «За благотворительность на Украине», также певице вручили диплом «За благотворительную и волонтерскую деятельность».
23 апреля 2016 года Бужинская получила высшую награду волонтера — орден «Единство и воля».
6 июня 2016 года Бужинская награждена медалью «За оборону країни».

## Личная жизнь
Первый супруг — продюсер Юрий Квеленков. Есть дочь Елена.
Гражданский муж Владимир Ростунов.
С апреля 2014 года замужем за болгарином Димитаром Стойчевым. 27 декабря 2016 родила двойню: мальчика и девочку.

## Дискография

### Альбомы
- 1998 — Музыка, которую я люблю
- 1999 — Лёд
- 2001 — Пламя
- 2003 — Романсеро[44]
- 2005 — Любимой назови[45]
- 2011 — Королева вдохновения[46]
- 2012 — Як у нас на Україні[47]
- 2012 — 100 песен в одном альбоме[48]
- 2014 — Нежный, родной[49]

### Хиты
- Лед. Баллада о фигурном катании
- Приречена
- Романсеро
- Духмяна ніч
- Як у нас на Україні
- Звёзды
- Желанный
- Королева вдохновения
- Обещаю
- Любовь и счастье
- По краю пропасти
- Україна-це ми
- Європа і Україна
- Солдат України

## Видеография
| Год  | Клип                   | Режиссёр            | Авторы текста и музыки               | Язык      |
| ---- | ---------------------- | ------------------- | ------------------------------------ | --------- |
| 1999 | «Лёд»                  | Максим Паперник     | Юрий Рыбчинский, Александр Злотник   | рус.      |
| 1999 | «Новогодняя»           | Семён Горов         | И. Бартошевская                      | рус.      |
| 2000 | «Счастье, что снится»  | Семён Горов         | Виталий Пастух, Василий Ткач         | рус.      |
| 2001 | «Романсеро»            | Наталья Шевчук      | Юрий Рыбчинский, Юрий Рыбчинский     | рус.      |
| 2002 | «Чингисхан»            | Баходыр Юлдашев     | Юрий Рыбчинский и Сергей Грымальский | рус.      |
| 2003 | «Женщина-матадор»      | Наталья Шевчук      | Александр Вратарёв, Gipsy Kings      | рус.      |
| 2003 | «Непокорная»           | Наталья Шевчук      | Юрий Рыбчинский Николо Петраш        | рус.      |
| 2004 | «Як у нас на Україні»  | Наталья Шевчук      | Валерия Серова, Олег Харитонов       | укр.      |
| 2004 | «Разговор»             | Наталья Шевчук      | Ю. Ключников                         | рус.      |
| 2005 | «Свобода»              | Наталья Шевчук      | Юрий Рыбчинский, Виктория Васалатий  | рус.      |
| 2006 | «Сладкая любовь»       | Наталья Шевчук      | Олег Гаврилюк                        | рус.      |
| 2006 | «Осень»                | Наталья Шевчук      | Александр Егоров, Виталий Куровский  | рус.      |
| 2007 | «Звёзды»               | Наталья Шевчук      | Виталий Куровский, Руслан Квинта     | рус.      |
| 2009 | «You are the best»     | Наталья Шевчук      | Ю. Рыбчинский, О. Ларина             | рус. анг. |
| 2009 | «Белая пантера»        | Алан Бадоев         | Сергей Бакуменко                     | рус.      |
| 2010 | «Обещаю»               | Александр Филатович | Алексей Малахов                      | рус.      |
| 2011 | «Любовь и счастье»     | Александр Филатович | Анатолий Толстоухов, Олег Шак        | рус.      |
| 2011 | «Желанный»             | Александр Филатович | Лариса Архипенко, Виталий Волкомор   | рус.      |
| 2012 | «Померещилось»         | Александр Филатович | Виктор Ионов, Виктор Чайка           | рус.      |
| 2015 | «Мы стоим друг друга»  | Катя Царик          | Ольга Животкова, Ростислав Халиков   | рус.      |
| 2018 | «Ти — один на мільйон» | -                   | -                                    | укр.      |